# Bunwell
Bunwell is een civil parish in het bestuurlijke gebied South Norfolk, in het Engelse graafschap Norfolk met 1024 inwoners.